# Mobili erotici

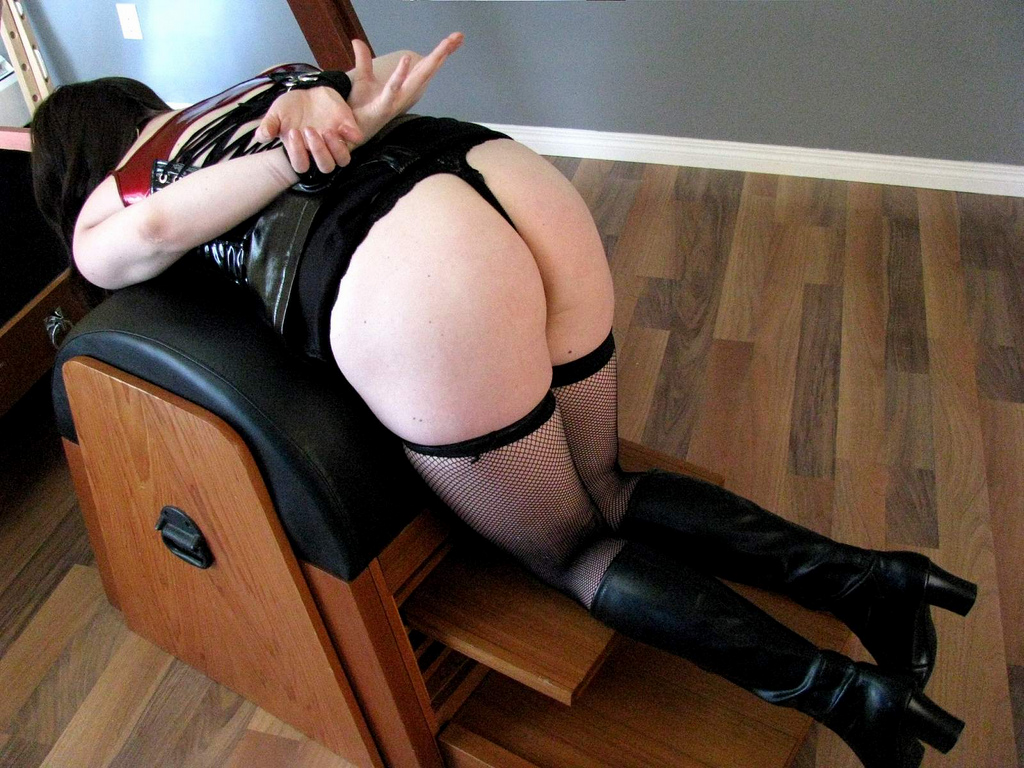
Una spanking bench

I mobili erotici rappresentano qualsiasi forma di mobile che può agire come aiuto nei rapporti sessuali. 
Nonostante qualsiasi cosa possa essere utilizzata per questo scopo, la forma più comune di mobilio utilizzata per il sesso è il letto, al secondo posto si trovano i divani che non sono però arredi strettamente erotici, in quanto non è il loro uso primario.
I mobili specificatamente progettati per gli scopi sessuali possono includere:
- Dispositivi per lo spanking e la flagellazione come la Berkley Horse
- Altalene sessuali
- Dispositivi per l'impiego delle gravità utili ad agevolare il rapporto sessuale senza l'uso di complicati elastici.
- Fisting slings

Il re Edoardo VII del Regno Unito fu fortemente in sovrappeso ed utilizzò una "poltrona dell'amore" (siege d'amour) quando visitò il famoso bordello, Le Chabanais a Parigi. Il pezzo esiste ancora ed è esibito al Museo dell'Erotismo a Pigalle.

## Libri
- Kemper, Alfred M. "Love Couches Design Criteria", 1972, Los Angeles. Library of Congress #75-36170. 101 pages. Design criteria for assistive furniture, with sections on accommodation of disabled persons.